# لارس هولدن
لارس هولدن (انگلیسی: Lars Huldén; ۵ فوریهٔ ۱۹۲۶ – ۱۱ اکتبر ۲۰۱۶) زبان‌شناس، شاعر، نویسنده، و مترجم سوئدی زبان اهل فنلاند بود.

## زندگی‌نامه
وی در ۱۹۲۶ در یاکوبستاد، فنلاند متولد شد. او استاد دانشگاه هلسینکی طی سال‌های ۱۹۶۴–۱۹۸۹ بود. در سال ۱۹۸۶، هولدن یک دکترای افتخاری از دانشکده علوم انسانی از دانشگاه اوپسالا سوئد دریافت کرد.
او کارهای کارل مایکل بلمن، یوهان لوودیف روانبرگ، جای‌نام‌شناسی و گویش‌های سوئدی را مورد تحقیق قرار داده‌است.
لارس هولدن و پسرش، ماتس هولدن، در سال ۱۹۹۹ کالوالا را به زبان سوئدی ترجمه کردند. کالوالا (به فنلاندی: Kalevala) منظومه‌ای است حماسی، بلند و پیوسته که منبع اصلی اسطوره‌ها و اثر ملی کشور فنلاند به‌شمار می‌آید.

## جوایز و افتخارات
در سال ۲۰۰۰، او جایزه نوردیک آکادمی سوئد را به دست آورد، که به عنوان «نوبل کوچک» شناخته می‌شود.

## درگذشت
هولدن در ۱۱ اکتبر سال ۲۰۱۶ در ۹۰ سالگی در هلسینکی، فنلاند درگذشت.